# Llista de carreteres europees de classe A
Aquesta és la llista de les carreteres europees de classe A. Les carreteres de classe A són els principals eixos de comunicació de la xarxa europea, es classifiquen en quatre grups:
1. Carreteres de referència amb el recorregut de nord a sud.
2. Carreteres de referència amb el recorregut d'est a oest.
3. Carreteres intermèdies amb el recorregut de nord a sud.
4. Carreteres intermèdies amb el recorregut d'est a oest.

Les abreviatures de països pels quals transcorren les carreteres corresponen a la norma ISO 3166-1.

## Carreteres de referència amb el recorregut de nord a sud
| Identificador | Itinerari | Longitud |
| ------------- | --- | -------- |
| E05           | Regne Unit Greenock – Glasgow – Preston – Birmingham – Southampton - França Le Havre – París – Orleans – Tours - Poitiers - Bordeus – Baiona - Espanya Sant Sebastià – Vitòria - Burgos - Madrid – Còrdova - Sevilla – Cadis - Algesires | 2.960 km |
| E-15          | Regne Unit Inverness – Perth – Edimburg – Newcastle – Londres – Folkestone – Dover - França Calais – París – Lió – Orange – Narbona – Espanya Girona – Barcelona – Tarragona – Castelló de la Plana – València – Alacant – Múrcia – Almeria – Màlaga – Algesires | 3.590 km |
| E25           | Països Baixos Hoek van Holland – Rotterdam – Eindhoven – Maastricht – Bèlgica Lieja – Bastogne – Arlon – Luxemburg – França Metz – Saint-Avold – Estrasburg – Mülhausen – Suïssa Basilea – Olten – Berna – Lausana – Ginebra – Mont Blanc – Itàlia Aosta – Ivrea – Vercelli – Alessandria (municipi del Piemont) – Gènova - Bastia – Porto-Vecchio – Bonifacio - Porto Torres – Sàsser – Càller - Palerm | 1.830 km |
| E35           | Països Baixos Amsterdam – Utrecht – Arnhem – Alemanya Emmerich am Rhein – Oberhausen – Colònia – Frankfurt del Main – Heidelberg – Karlsruhe – Offenburg – Friburg de Brisgòvia – Suïssa Basilea – Olten – Lucerna – Altdorf – San Gottardo – Bellinzona – Lugano – Chiasso – Itàlia Como – Milà – Piacenza – Parma – Mòdena – Florència – Roma | 1.660 km |
| E45           | Finlàndia Karesuando - Suècia Gällivare - Arvidsjaur - Storuman - Östersund - Mora (Suècia) - Grums - Säffle - Göteborg - Dinamarca Frederikshavn – Aalborg – Århus – Vejle – Kolding – Frøslev – Alemanya Flensburg – Hamburg – Hannover – Göttingen – Kassel – Fulda – Würzburg – Nuremberg – Múnic – Rosenheim – Àustria Wörgl – Innsbruck – Itàlia Brenner – Fortezza – Bolzano – Trento – Verona – Mòdena – Bolonya – Cesena – Perusa – Fiano Romano – Nàpols – Salern – Sicignano degli Alburni – Cosenza – Villa San Giovanni - Messina – Catània – Siracusa – Gela | 4.920 km |
| E55           | Suècia Helsingborg - Dinamarca Helsingør – Copenhaguen – Køge – Vordingborg – Farø – Nykøbing Falster – Gedser - Alemanya Rostock – Berlín – Lübbenau – Dresden – Txèquia Teplice – Praga – Tàbor – Àustria Linz – Salzburg – Villach – Itàlia Tarvisio – Udine – Palmanova – Mestre – Ravenna – Cesena – Rímini – Fano – Ancona – Pescara – Canosa – Bari – Bríndisi - Grècia Igumenitsa – Préveza – Rhion – Patrai – Pyrgos – Kalamáta | 2.920 km |
| E65           | Suècia Malmö – Ystad … Polònia Świnoujście – Wolin – Goleniów – Szczecin – Gorzów Wielkopolski – Świebodzin – Zielona Góra – Legnica – Jelenia Góra – Txèquia Harrachov – Železný Brod – Turnov – Mladá Boleslav – Praga – Jihlava – Brno – Eslovàquia Bratislava – Hongria Rajka – Csorna – Szombathely – Zalaegerszeg – Nagykanizsa – Letenye – Croàcia Zagreb – Karlovac – Rijeka – Split – Dubrovnik – Petrovac – Montenegro Podgorica – Bijelo Polje – Sèrbia Mitrovica – Pristina – Macedònia del Nord Skopje – Kicevo – Ohrid- Bítola – Grècia Florina – Vevi – Kozani – Làrissa – Domokos – Lamia – Brallos – Itea – Antirrion - Rhion – Egion – Korinthos – Trípolis – Calamata - Kissamos – La Canea | 3.800 km |
| E75           | Noruega Vardø – Vadsø – Nesseby – Finlàndia Utsjoki – Inari – Ivalo – Sodankylä – Rovaniemi – Kemi – Oulu – Jyväskylä – Heinola – Lahti – Hèlsinki - Polònia Gdańsk – Świecie – Toruń – Wloclawek – Łódź – Piotrków Trybunalski – Czestochowa – Katowice – Bielsko-Biala – Eslovàquia Žilina – Bratislava – Hongria Győr – Budapest – Szeged – Sèrbia Subotica - Novi Sad - Belgrad – Niš – Macedònia del Nord Kumànovo – Skopje – Grècia Tessalònica – Làrissa – Lamia – Atenes - Khanià – Iràklio – Àgios Nikólaos – Sitia | 4.340 km |
| E85           | Lituània Klaipėda – Kaunas – Vílnius – Belarús Lida – Slonim – Kobrin – Ucraïna Kòvel – Dubno - Ternópil' — Txernivtsi — Romania Siret – Suceava – Sabaoani - Roman – Bacau - Maraşeşti - Tişita - Buzau - Urziceni – Bucarest – Giurgiu – Bulgària Ruse – Biala – Veliko Tarnovo – Stara Zagora – Haskovo – Svilengrad – Grècia Ormenio – Kastanies – Didymoteicho – Alexandròpolis | 2.300 km |
| E95           | Rússia Sant Petersburg – Pskov – Belarús Vicebsk – Orsa – Gomel – Ucraïna Txerníhiv – Kíev – Uman – Odessa - Turquia Samsun – Merzifon | 1.790 km |
| E101          | Rússia Moscou – Kaluga – Briansk – Ucraïna Hlúkhiv – Kíev | 850 km   |
| E105          | Noruega Kirkenes – Rússia Múrmansk – Petrozavodsk – Sant Petersburg – Nóvgorod – Moscou – Tula – Orel – Kursk – Ucraïna Khàrkiv – Zaporíjia – Melitòpol – Simferòpol – Aluixta – Ialta | 3.770 km |
| E115          | Rússia Iaroslavl – Moscou – Vorónej – Novorossiysk | 1.730 km |
| E117          | Rússia Mineralnye Vody – Nalchik – Vladikavkaz – Geòrgia Tbilisi – Armènia Erevan – Gorís – Turquia Megri | 1.050 km |
| E119          | Rússia Moscou – Tambov – Povorino – Volgograd – Astrakhan – Makhachkala – Azerbaidjan Kuba – Bakú – Alyat – Astara - Límit fronterer amb l'Iran | 2.630 km |
| E121          | Rússia Samara – Kazakhstan Uralsk – Atirau – Beineu – Shetpe – Zhetybai – Fetisovo – Turkmenistan Bekdash – Turkmenbashi – Gyzylarbat – Límit fronterer amb l'Iran | 2.700 km |
| E123          | Rússia Txeliàbinsk – Kazakhstan Kostanai – Esil – Derzhavinsk – Arkalik – Zhezkazgan – Khizilordà – Ximkent – Uzbekistan Taixkent – Ayni – Tadjikistan Duixanbe – Nizhniy Panj | 2.840 km |
| 1             | Kazakhstan Petropavl – Astanà – Karaganda – Balkhash – Burubaytal – Almati – Kirguizstan Bixkek – Naryn – Torugart - Límit fronterer amb la Xina | 2.600 km |
| 1             | Kazakhstan Pavlodar – Semey – Georgiyevka – Maikapshagai | 1.330 km |

## Carreteres de referència amb el recorregut d'est a oest
| Identificador | Itinerari | Longitud |
| ------------- | --- | -------- |
| E10           | Noruega Å (Noruega) – Svolvær - Melbu – Sortland – Lødingen – Evenes – Narvik – Suècia Kiruna – Töre – Luleå | 880 km   |
| E20           | Irlanda Shannon – Limerick – Dublín - Regne Unit Liverpool – Manchester – Kingston upon Hull - Dinamarca Esbjerg – Copenhaguen – Suècia Malmö – Helsingborg – Halmstad – Göteborg – Örebro – Estocolm … Estònia Tallinn – Narva – Rússia Sant Petersburg | 1.880 km |
| E30           | Irlanda Cork – Waterford – Wexford – Rosslare - Regne Unit Fishguard – Swansea – Cardiff – Newport – Bristol – Londres – Colchester – Ipswich – Felixstowe - Països Baixos Hoek van Holland – La Haia – Gouda (Països Baixos) – Utrecht – Amersfoort – Oldenzaal – Alemanya Osnabrück – Bad Oeynhausen – Hannover – Braunschweig – Magdeburg – Berlín – Polònia Świebodzin – Poznań – Varsòvia – Belarús Brest – Minsk – Orsa – Rússia Smolensk – Moscou – Ryazan – Penza – Samara – Ufa – Txeliàbinsk – Kurgan – Ishim – Omsk | 6.050 km |
| E40           | França Calais – BèlgicaOostende – Bruges – Gant – Brussel·les – Leuven - Lieja – Alemanya Aquisgrà – Colònia – Olpe – Wetzlar – Bad Hersfeld - Eisenach – Erfurt – Gera – Chemnitz – Dresden – Görlitz – Polònia Legnica – Breslau – Opole – Gliwice – Zabrze - Katowice - Cracòvia – Przemyśl – Ucraïna Lviv – Rivne – Jitòmir – Kíev – Khàrkiv – Luhansk – Rússia Volgograd – Astrajan – Kazakhstan Atirau – Beineu – Kungrad – Uzbekistan Nukus – Daşoguz – Buchara – Navoi – Samarkand – Jizzakh – Taixkent – Kazakhstan Ximkent – Jàmbil – Kirguizstan Bixkek – Kazakhstan Almati – Sary-Ozek – Taldykorgan – Ucharal – Taskesken – Ayaguz – Georgiyevska – Öskemen – Ridder | 8.500 km |
| E50           | França Brest – Rennes – Le Mans – París – Reims – Metz – Alemanya Saarbrücken – Mannheim – Heilbronn – Nuremberg – Txèquia Rozvadov – Plzeň – Praga – Jihlava – Brno – Eslovàquia Trenčín – Prešov – Kosice - Vyšné Nemecké – Ucraïna Újhorod – Mukàtxevo – Stri – Ternòpil – Khmelnitski – Vinnitsia – Uman – Kropívnitski – Dniprò – Donetsk – Rússia Novosahtinsk - Rostov-na-Donu – Armavir – Mineralnye Vody – Makhachkala | 5.100 km |
| E60           | França Brest – An Oriant – Gwened – Nantes – Angers – Tours – Orleans – Montargis – Auxerre – Beaune – Dole – Besançon – Belfort – Mülhausen – Suïssa Basilea – Zúric – Winterthur – Sankt Gallen – St. Margrethen – Àustria Bregenz – Feldkirch – Imst – Innsbruck – Wörgl – Rosenheim – Bad Reichenhall – Salzburg – Sattledt – Linz – Sankt Pölten – Viena – Nickelsdorf – Hongria Mosonmagyaróvár – Budapest – Szolnok – Püspökladány – Romania Oradea – Cluj-Napoca – Turda – Târgu Mureş – Brașov – Ploieşti – Bucarest – Urziceni – Slobozia – Hârşova – Constanza … Geòrgia Poti | 4.200 km |
| E70           | Espanya La Corunya - Gijón – Santander - Bilbao – Sant Sebastià – França Baiona - Bordeus – Clarmont d'Alvèrnia – Lió – Chambéry – Itàlia Susa – Torí – Alessandria (municipi del Piemont) – Tortona – Piacenza - Brescia – Verona – Padova - Mestre – Palmanova – Trieste – Eslovènia Postojna – Ljubljana – Croàcia Zagreb – Slavonski Brod – Sèrbia Belgrad – Vršac – Romania Timişoara – Lugoj - Drobeta-Turnu Severin – Craiova – Alexandria – Bucarest – Giurgiu – Bulgària Ruse – Ràzgrad – Shoumen – Varna … Turquia Samsun – Ordu – Giresun – Trebisonda – Geòrgia Batumi – Poti – Samtrèdia – Khashuri – Tiflis – Azerbaidjan Ganca – Evlak – Bakú - Turkmenistan Turkmenbashi – Gyzylarbat – Aşgabat – Tedjen – Mary – Chardzhu – Uzbekistan Alat – Bukharà – Karshi – Guzai – Sherobod – Termis – Tadjikistan Duixanbe – Jirgatal – Kirguizstan Sary Tash – Irkeshtam – Límit fronterer amb la Xina | 6.550 km |
| E80           | Portugal Lisboa – Coimbra - Aveiro - Guarda - Espanya Salamanca - Valladolid – Burgos - Vitòria - Sant Sebastià – França Baiona - Pau - Tolosa de Llenguadoc – Narbona - Montpeller - Nimes - Ais de Provença - Niça – Itàlia Gènova – Liorna - Roma – Pescara … Croàcia Dubrovnik – Montenegro Podgorica - Sèrbia Priština – Niš - Bulgària Sofia – Plòvdiv - Turquia Edirne - Istanbul – İzmit – Gerede – Merzifon - Amasya – Erzincan - Erzurum – Horasan - Dogubayazit - Gürbulak – Límit fronterer amb l'Iran | 5.600 km |
| E-90          | Portugal Lisboa – Setúbal - Évora - Elvas - Espanya Badajoz - Mèrida - Madrid – Saragossa - Lleida - Barcelona … Itàlia Mazara del Vallo – Palerm – Buonfornello – Messina … Reggio de Calàbria – Catanzaro - Crotona - Metaponto – Tàrent – Bríndisi … Grècia Igumenitsa – Ioannina – Kozáni - Tessalònica – Alexandròpolis – Turquia Kesan - Gal·lípoli - Lapseki – Bandirma - Bursa – Eskisehir - Sivrihisar - Ankara – Aksaray - Adana – Gaziantep - Sanli Urfa - Nísibis – Habur – Límit fronterer amb l'Iraq | 4.770 km |

## Carreteres intermèdies amb el recorregut de nord a sud
| Identificador | Itinerari | Longitud |
| ------------- | --- | -------- |
| E01           | Irlanda Larne – Belfast – Dublín – Rosslare … Espanya La Corunya – Santiago - Pontevedra – Tui - Portugal Valença do Minho – Braga - Porto - Coïmbra - Lisboa - Setúbal - Faro - Vila Real de Santo António – Espanya Huelva – Sevilla | 1.460 km |
| E03           | França Cherbourg-Octeville – Rennes - Nantes - La Rochelle | 470 km   |
| E07           | França Pau – Espanya Jaca – Saragossa | 250 km   |
| E09           | França Orleans – Llemotges - Tolosa de Llenguadoc – Espanya Puigcerdà - Barcelona | 880 km   |
| E11           | França Vierzon – Bourges – Clarmont d'Alvèrnia – Montpeller | 540 km   |
| E13           | Regne Unit Doncaster – Sheffield – Nottingham – Leicester – Northampton – Luton - Londres | 230 km   |
| E17           | Bèlgica Anvers – Gant - França Lilla - Saint-Quentin - Reims - Troyes - Dijon - Beaune | 670 km   |
| E19           | Països Baixos Amsterdam – La Haia - Rotterdam - Bèlgica Anvers - Brussel·les – Nivelles - Mons - França Valenciennes - Cambrai - París | 520 km   |
| E21           | França Metz – Nancy - Dijon - Mâcon - Suïssa Ginebra | 540 km   |
| E23           | França Metz – Nancy - Remiremont - Besançon - Suïssa Lausana | 390 km   |
| E27           | França Belfort – Suïssa Berna – Martigny – Itàlia Aosta | 350 km   |
| E29           | Alemanya Colònia – Prüm - Luxemburg - Alemanya Saarbrücken - França Sarreguemines | 290 km   |
| E31           | Països Baixos Rotterdam – Nimega - Alemanya Krefeld - Colònia - Coblença - Ludwigshafen | 520 km   |
| E33           | Itàlia Parma – La Spezia | 100 km   |
| E37           | Alemanya Bremen – Osnabrück - Münster - Dortmund - Colònia | 290 km   |
| E39           | Noruega Trondheim – Orkanger – Vinjeøra – Halsa – Straumsnes – Krifast – Batnfjordsøra – Molde … Vestnes – Skodje – Ålesund – Volda – Nordfjordeid - Sandane – Førde – Lavik … Instefjord – Knarvik – Bergen – Os – Stord – Sveio – Aksdal – Bokn … Rennesøy – Randaberg – Stavanger – Sandnes – Helleland – Flekkefjord – Lyngdal – Mandal (Noruega) – Kristiansand … Dinamarca Hirtshals – Hjørring – Nørresundby – Ålborg | 1.330 km |
| E41           | Alemanya Dortmund – Wetzlar – Aschaffenburg – Würzburg – Heilbronn - Stuttgart – Donaueschingen - Suïssa Schaffhausen – Winterthur – Zúric – Altdorf | 760 km   |
| E43           | Alemanya Würzburg – Ulm – Memmingen - Lindau – Àustria Bregenz – Suïssa St. Margrethen – Buchs – Chur – Túnel de San Bernardino – Bellinzona | 510 km   |
| E47           | Suècia Helsingborg … Dinamarca Helsingør – Copenhaguen – Køge – Vordingborg – Farø – Rødby … Alemanya Puttgarden – Oldenburg – Lübeck (veure E-06) | 290 km   |
| E49           | Alemanya Magdeburg – Halle (Saxònia-Anhalt) – Plauen – Txèquia Vojtanov – Cheb - Karlovy Vary – Plzeň – České Budějovice – Halámky – Àustria Viena | 740 km   |
| E51           | Alemanya Berlín – Dessau - Leipzig – Gera – Hirschberg (Turingia) – Hof – Bayreuth – Nuremberg | 410 km   |
| E53           | Txèquia Plzeň – Alemanya Bayerisch Eisenstein – Deggendorf – Múnic | 270 km   |
| E57           | Àustria Sattledt – Liezen – St. Michael – Graz – Eslovènia Maribor – Liubliana | 380 km   |
| E59           | Txèquia Praga – Jihlava – Àustria Viena – Graz – Spielfeld – Eslovènia Maribor – Croàcia Zagreb | 660 km   |
| E61           | Àustria Villach – Eslovènia Túnel de Karavanke – Naklo – Ljubljana – Itàlia Trieste – Croàcia Rijeka | 240 km   |
| E63           | Finlàndia Sodankylä – Kemijärvi - Kuusamo – Kajaani – Iisalmi – Kuopio – Jyväskylä – Tampere – Turku | 1.110 km |
| Via Bàltica   | Finlàndia Hèlsinki … Estònia Tallinn – Pärnu - Letònia Riga – Lituània Kaunas – Marijampolė - Polònia Bialystok - Varsòvia – Piotrków Trybunalski – Wrocław – Kłodzko – Kudowa Zdrój – Txèquia Náchod – Hradec Králové – Praga | 1.630 km |
| E69           | Noruega Nordkapp – Olderfjord | 130 km   |
| E71           | Eslovàquia Košice – Hongria Miskolc – Budapest – Székesfehérvár - Balatonaliga – Nagykanizsa – Croàcia Zagreb – Karlovac – Knin – Split | 970 km   |
| E73           | Hongria Budapest – Szekszárd – Mohács – Croàcia Osijek – Đakovo – Bòsnia i Hercegovina Bosanski Šamac – Zenica – Mostar – Croàcia Metković | 710 km   |
| E77           | Rússia Pskov – Plantilla:LTA Riga – Lituània Šiauliai – Rússia Tolpaki – Kaliningrad … Polònia Gdańsk – Elbląg – Varsòvia – Radom – Kraków – Eslovàquia Trstená – Ruzomberok – Zvolen – Hongria Budapest | 1.690 km |
| E79           | Hongria Miskolc – Debrecen – Berettyóújfalú – Romania Oradea – Beiuş – Deva – Petroşani – Târgu Jiu – Craiova – Calafat … Bulgària Municipi de Vidin – Vraca – Botevgrad – Sofia – Blagòevgrad – Grècia Serres – Tessalònica | 1.160 km |
| E81           | Ucraïna Mukàtxevo – Romania Halmeu – Satu Mare – Zalău – Cluj-Napoca – Turda – Sebeş – Sibiu – Piteşti – Bucarest - Lehliu - Feteşti - Cernavodă - Constanţa | 990 km   |
| E83           | Bulgària Biala – Pleven – Jablanica – Botevgrad – Sofia | 250 km   |
| E87           | Ucraïna Odessa – Izmaïl – Reni – Romania Galaţi – Tulcea – Constanţa – Bulgària Varna – Burgàs – Marinka - Zvezdec - Malko Tarnovo – Turquia Dereköy – Kırklareli – Babaeski – Havsa – Keşan – Gal·lípoli – Ayvalık – Esmirna – Selçuk – Aydın – Denizli – Acıpayam – Korkuteli – Antalya | 2.030 km |
| E89           | Turquia Gerede – Kızılcahamam – Ankara | 130 km   |
| E91           | Turquia Toprakkale – İskenderun – Antioquia – Yayladağ – Límit fronterer amb Síria | 170 km   |
| E97           | Ucraïna Kherson – Djankoi – Kertx - Rússia Novorossiysk – Sotxi – Geòrgia Sukhumi – Poti … Turquia Trebisonda - Gümüşhane - Aşkale | 1.360 km |
| E99           | Azerbaidjan Sadarak - Turquia Dilucu - Igdir - Doğubeyazıt – Muradiye – Bitlis – Diyarbakır – Şanlıurfa | 850 km   |

## Carreteres intermèdies amb el recorregut d'est a oest
| Identificador | Itinerari | Longitud |
| ------------- | --- | -------- |
| E04           | Suècia Helsingborg – Jönköping – Linköping – Norrköping – Södertälje – Estocolm – Uppsala – Sundsvall – Örnsköldsvik – Umeå – Luleå – Haparanda – Finlàndia Tornio | 1.590 km |
| E06           | Suècia Trelleborg – Malmö – Helsingborg – Halmstad – Göteborg – Noruega Oslo – Hamar – Lillehammer – Dombås – Trondheim – Stjørdal – Steinkjer – Mosjøen – Mo i Rana – Rognan – Fauske … Ballangen – Narvik – Setermoen – Alta (Noruega) – Olderfjord – Lakselv – Karasjok – Varangerbotn – Kirkenes | 3.120 km |
| E08           | Noruega Tromsø – Nordkjosbotn – Skibotn – Finlàndia Kilpisjärvi – Kolari – Tornio – Kemi – Oulu – Kokkola – Vaasa – Pori – Turku | 1.410 km |
| E12           | Noruega Mo i Rana – Suècia Storuman - Umeå … Finlàndia Vaasa – Tampere – Hämeenlinna – Hèlsinki | 910 km   |
| E14           | Noruega Trondheim – Suècia Storlien - Östersund – Sundsvall | 460 km   |
| E16           | Regne Unit Derry – Belfast … Glasgow – Edimburg … Noruega Bergen – Arna – Voss … Lærdal – Tyin – Fagernes – Hønefoss – Sandvika – Oslo | 710 km   |
| E18           | Regne Unit Craigavon – Belfast – Larne … Stranraer – Gretna – Carlisle – Newcastle … Noruega Kristiansand – Arendal – Porsgrunn – Larvik – Sandefjord – Horten – Drammen – Oslo – Askim – Suècia Karlstad – Örebro – Västerås – Estocolm - Kapellskär … Mariehamn … Finlàndia Turku - Naantali – Hèlsinki – Kotka – Vaalimaa – Rússia: Vyborg – Sant Petersburg                                                                                              | 1.890 km |
| E22           | Regne Unit Holyhead – Chester – Warrington – Manchester – Leeds – Doncaster – Immingham … Països Baixos Amsterdam – Groningen – Alemanya Oldenburg - Bremen – Hamburg – Lübeck – Rostock – Stralsund - Sassnitz … Suècia Trelleborg – Malmö – Kristianstad - Kalmar – Norrköping … Letònia Ventspils – Riga – Rezekne – Rússia Sebez - Velikie Luki – Moscou – Vladímir – Nijni Nóvgorod - Kazan - Yelabuga - Perm - (Àsia) - Iekaterinburg - Tiumén - Ishim | 5.320 km |
| E24           | Regne Unit Birmingham – Cambridge – Ipswich | 230 km   |
| E26           | Alemanya Hamburg – Berlín | 280 km   |
| E28           | Alemanya Berlín – Polònia Szczecin – Goleniów – Koszalin – Słupsk - Gdynia - Gdańsk … Rússia Kaliningrad – Tolpaki – Nesterov – Lituània Marijampolė – Vílnius – Belarús Minsk | 1.230 km |
| E32           | Regne Unit Colchester – Harwich | 30 km    |
| E34           | Bèlgica Zeebrugge – Anvers – Països Baixos Eindhoven – Venlo – Alemanya Oberhausen – Dortmund – Bad Oeynhausen | 470 km   |
| E36           | Alemanya Berlín – Lübbenau – Cottbus – Polònia Legnica | 220 km   |
|               | Ucraïna Hlúkhiv – Rússia Kursk – Vorónej – Saràtov - Kazakhstan Uralsk - Aktobé - Karabutak - Àralsk - Novokazalinsk - Kzylorda - Ximkent | 2.200 km |
| E42           | França Dunkerque – Lilla – Bèlgica Tournai - Mons – Charleroi – Namur – Lieja – Sankt-Vith – Alemanya Prüm - Wittlich – Bingen – Wiesbaden – Frankfurt del Main – Aschaffenburg | 620 km   |
| E44           | França Le Havre – Amiens – Saint-Quentin - Charleville-Mézières – Longwy - Luxemburg – Alemanya Trèveris – Wittlich - Coblença – Wetzlar – Gießen | 780 km   |
| E46           | França Cherbourg-Octeville – Caen – Rouen – Reims – Charleville-Mézières – Bèlgica Lieja | 720 km   |
| E48           | Alemanya Schweinfurt – Bayreuth – Marktredwitz – Txèquia Cheb – Karlovy Vary – Praga | 350 km   |
| E52           | França Estrasburg – Alemanya Appenweier – Karlsruhe – Stuttgart – Ulm – Múnic – Rosenheim - Àustria Salzburg | 520 km   |
| E54           | França París – Troyes - Chaumont – Vesoul - Belfort - Mülhausen – Suïssa Basilea – Waldshut – Schaffhausen - Alemanya Singen - Lindau – Memmingen - Múnic | 860 km   |
| E56           | Alemanya Nuremberg – Ratisbona – Passau – Àustria Wels – Sattledt | 310 km   |
| E58           | Àustria Viena – Eslovàquia Bratislava – Nitra - Zvolen – Košice – Ucraïna Újhorod – Mukàtxevo – Romania Halmeu – Baia Mare - Bistrita - Suceava – Iaşi – Moldàvia Leuşeni – Chişinău – Ucraïna Odessa – Mikolaiv – Kherson – Melitòpol – Berdiansk - Mariúpol - Rússia: Taganrog – Rostov-na-Donu | 2.200 km |
| E62           | França Nantes – Poitiers – Montluçon - Mâcon – Suïssa Ginebra – Lausana – Sion – Simplon – Itàlia Gravellona Toce – Milà – Tortona – Gènova | 1.290 km |
| E64           | Itàlia Torí – Novara - Milà – Bèrgam - Brescia | 240 km   |
| E66           | Itàlia Fortezza – San Candido – Àustria Spittal an der Drau – Villach – Klagenfurt – Graz – Hongria Szentgotthard - Veszprém – Székesfehérvár | 650 km   |
| E68           | Hongria Szeged – Romania Arad – Ilia - Deva – Sebeş - Sibiu – Veştem - Fagaraş - Brașov | 510 km   |
| E72           | França Bordeus – Tolosa de Llenguadoc | 250 km   |
| E74           | França Niça – Itàlia Cuneo – Asti – Alessandria (municipi del Piemont) | 240 km   |
| E76           | Itàlia Pisa - Migliarino – Florència | 80 km    |
| E78           | Itàlia Grosseto – Arezzo – Sansepolcro – Fano | 270 km   |
| E82           | Portugal Porto – Vila Real – Bragança – Espanya Zamora – Tordesillas | 380 km   |
| E84           | Turquia Keşan – Tekirdağ – Silivri | 150 km   |
| E86           | Grècia Kristalopigi – Florina – Vévi – Gèfira | 200 km   |
| E88           | Turquia Ankara – Kirikkale - Yozgat – Sivas – Refahiye | 640 km   |
| E92           | Grècia Igumenitsa – Ioánnina – Trícala – Vólos | 320 km   |
| E94           | Grècia Corint – Mègara – Eleusis – Atenes | 80 km    |
| E96           | Turquia Esmirna – Usak – Afyon – Sivrihisar | 440 km   |
| E98           | Turquia Topboğazi – Kirikhan – Reyhanli – Cilvegözü - Límit fronterer amb Síria | 1.150 km |